# Coupe d'Espagne de cyclo-cross 2022
Navigation
2021 2023
La Coupe d'Espagne de cyclo-cross 2022 est la 7e édition de la Coupe d'Espagne de cyclo-cross. Elle est composée de 9 manches : la première à Gijón, le 2 octobre 2022, et la dernière à Valence, le 18 décembre 2022.

## Hommes élites

### Résultats
| # | Date        | Lieu                                                     | Vainqueur                 | Deuxième                  | Troisième                 | Leader du classement général |
| - | ----------- | -------------------------------------------------------- | ------------------------- | ------------------------- | ------------------------- | ---------------------------- |
| 1 | 2 octobre   | Gijón (XII Trofeo Villa de Gijón)                        | Kevin Suárez              | Mario Junquera San Millán | Tomás Misser              | Kevin Suárez                 |
| 2 | 8 octobre   | Pontevedra (Gran Premio Ciudad de Pontevedra)            | Ryan Kamp                 | Felipe Orts               | Luke Verburg              | Kevin Suárez                 |
| 3 | 30 octobre  | Les Franqueses (Gran Premi Les Franqueses-KH7)           | Mario Junquera San Millán | Gonzalo Inguanzo Macho    | Eliote Ponchon            | Mario Junquera San Millán    |
| 4 | 5 novembre  | Laudio (XXXIV Ciclocross Internacional Llodio)           | Kevin Suárez              | Anton Ferdinande          | Lander Loockx             | Kevin Suárez                 |
| 5 | 6 novembre  | Karrantza (XXIX Cyclo-cros Internacional de Karrantza)   | Kevin Suárez              | Anton Ferdinande          | Cyprien Gilles            | Kevin Suárez                 |
| 6 | 13 novembre | Tarancón (Ciclocross Internacional Ciudad de Tarancón)   | Kevin Suárez              | Gonzalo Inguanzo Macho    | Miguel Rodríguez Novoa    | Kevin Suárez                 |
| 7 | 20 novembre | Alcobendas (Ciclocross ciudad de Alcobendas Enbici)      | Kevin Suárez              | Gonzalo Inguanzo Macho    | Mario Junquera San Millán | Kevin Suárez                 |
| 8 | 17 décembre | Xàtiva (Ciclo-cross Ciudad de Xàtiva)                    | Felipe Orts               | Clément Venturini         | Fabien Doubey             | Kevin Suárez                 |
| 9 | 18 décembre | Valence (XXV Cyclocross Internacional Ciuda de Valencia) | Gonzalo Inguanzo Macho    | Clément Venturini         | Alain Suárez              | Kevin Suárez                 |

### Classement
|    | Coureur                   | Points |
| -- | ------------------------- | ------ |
| 1  | Kevin Suárez              | 139    |
| 2  | Gonzalo Inguanzo Macho    | 117    |
| 3  | Mario Junquera San Millán | 81     |
| 4  | Julio Perez Serdio        | 69     |
| 5  | Diego Ruiz De Arcaute     | 59     |
| 6  | Miguel Rodríguez Novoa    | 59     |
| 7  | Felipe Orts               | 57     |
| 8  | Jofre Cullell             | 50     |
| 9  | Alain Suárez              | 48     |
| 10 | Tomás Misser              | 48     |

## Femmes élites

### Résultats
| # | Date        | Lieu                                                     | Vainqueur       | Deuxième        | Troisième         | Leader du classement général |
| - | ----------- | -------------------------------------------------------- | --------------- | --------------- | ----------------- | ---------------------------- |
| 1 | 2 octobre   | Gijón (XII Trofeo Villa de Gijón)                        | Lucía González  | Sofía Rodríguez | Sara Cueto Vega   | Lucía González               |
| 2 | 8 octobre   | Pontevedra (Gran Premio Ciudad de Pontevedra)            | Lucía González  | Sofía Rodríguez | Laura Verdonschot | Lucía González               |
| 3 | 30 octobre  | Les Franqueses (Gran Premi Les Franqueses-KH7)           | Sara Cueto Vega | Irene Trabazo   | Sara Bonillo      | Sara Cueto Vega              |
| 4 | 5 novembre  | Laudio (XXXIV Ciclocross Internacional Llodio)           | Lucía González  | Manon Bakker    | Sara Cueto Vega   | Lucía González               |
| 5 | 6 novembre  | Karrantza (XXIX Cyclo-cros Internacional de Karrantza)   | Manon Bakker    | Lucía González  | Sofía Rodríguez   | Lucía González               |
| 6 | 13 novembre | Tarancón (Ciclocross Internacional Ciudad de Tarancón)   | Lucía González  | Sofía Rodríguez | Sara Cueto Vega   | Lucía González               |
| 7 | 20 novembre | Alcobendas (Ciclocross ciudad de Alcobendas Enbici)      | Sofía Rodríguez | Lucía González  | Sara Cueto Vega   | Lucía González               |
| 8 | 17 décembre | Xàtiva (Ciclo-cross Ciudad de Xàtiva)                    | Lucía González  | Sofía Rodríguez | Alicia González   | Lucía González               |
| 9 | 18 décembre | Valence (XXV Cyclocross Internacional Ciuda de Valencia) | Lucía González  | Sofía Rodríguez | Alba Teruel       | Lucía González               |

### Classement
|    | Coureuse        | Points |
| -- | --------------- | ------ |
| 1  | Lucía González  | 190    |
| 2  | Sofía Rodríguez | 153    |
| 3  | Sara Cueto Vega | 115    |
| 4  | Irene Trabazo   | 100    |
| 5  | Sara Bonillo    | 61     |
| 6  | Alicia González | 50     |
| 7  | Amélie Laquèbe  | 46     |
| 8  | Manon Bakker    | 45     |
| 9  | Marta Beti      | 39     |
| 10 | Paula Díaz      | 38     |

## Hommes juniors

### Résultats
| # | Date        | Lieu                                                     | Vainqueur              | Deuxième        | Troisième       | Leader du classement général |
| - | ----------- | -------------------------------------------------------- | ---------------------- | --------------- | --------------- | ---------------------------- |
| 1 | 2 octobre   | Gijón (XII Trofeo Villa de Gijón)                        | Carlos Gámez           | Matteo Garnier  | Hodei Muñoz     | Carlos Gámez                 |
| 2 | 8 octobre   | Pontevedra (Gran Premio Ciudad de Pontevedra)            | Samuele Scappini       | Tommaso Cafueri | Fantin Gloux    | Carlos Gámez                 |
| 3 | 30 octobre  | Les Franqueses (Gran Premi Les Franqueses-KH7)           | Carlos Gámez           | David Ivars     | Aleix Casanovas | Carlos Gámez                 |
| 4 | 5 novembre  | Laudio (XXXIV Ciclocross Internacional Llodio)           | Jarod Egea Garcia      | Maxime Vézie    | Matteo Garnier  | Carlos Gámez                 |
| 5 | 6 novembre  | Karrantza (XXIX Cyclo-cros Internacional de Karrantza)   | Jarod Egea Garcia      | Matteo Garnier  | Félix Rouinsard | Carlos Gámez                 |
| 6 | 13 novembre | Tarancón (Ciclocross Internacional Ciudad de Tarancón)   | Gorka Corres           | Hodei Muñoz     | Emilio Reinoso  | Carlos Gámez                 |
| 7 | 20 novembre | Alcobendas (Ciclocross ciudad de Alcobendas Enbici)      | Hodei Muñoz            | Carlos Gámez    | Emilio Reinoso  | Carlos Gámez                 |
| 8 | 17 décembre | Xàtiva (Ciclo-cross Ciudad de Xàtiva)                    | Hodei Muñoz            | Gorka Corres    | Carlos Gámez    | Carlos Gámez                 |
| 9 | 18 décembre | Valence (XXV Cyclocross Internacional Ciuda de Valencia) | Matthias Schwarzbacher | Hodei Muñoz     | David Ivars     | Carlos Gámez                 |

### Classement
|   | Coureur        | Points |
| - | -------------- | ------ |
| 1 | Carlos Gámez   | 119    |
| 2 | Hodei Muñoz    | 118    |
| 3 | Gorka Corres   | 87     |
| 4 | David Ivars    | 80     |
| 5 | Emilio Reinoso | 67     |

## Femmes juniors

### Résultats
| # | Date        | Lieu                                                     | Vainqueur           | Deuxième         | Troisième        | Leader du classement général |
| - | ----------- | -------------------------------------------------------- | ------------------- | ---------------- | ---------------- | ---------------------------- |
| 1 | 2 octobre   | Gijón (XII Trofeo Villa de Gijón)                        | Aroa Otero          | Uxía Soto        | María Filgueiras | Aroa Otero                   |
| 2 | 8 octobre   | Pontevedra (Gran Premio Ciudad de Pontevedra)            | Federica Venturelli | María Filgueiras | Uxía Soto        | Aroa Otero                   |
| 3 | 30 octobre  | Les Franqueses (Gran Premi Les Franqueses-KH7)           | Uxía Soto           | María Filgueiras | Aroa Otero       | Uxía Soto                    |
| 4 | 5 novembre  | Laudio (XXXIV Ciclocross Internacional Llodio)           | Marta Cano          | Natalia Alonso   | Sarela Conde     | Uxía Soto                    |
| 5 | 6 novembre  | Karrantza (XXIX Cyclo-cros Internacional de Karrantza)   | María Filgueiras    | Natalia Alonso   | Laia Bosch       | María Filgueiras             |
| 6 | 13 novembre | Tarancón (Ciclocross Internacional Ciudad de Tarancón)   | María Filgueiras    | Aroa Otero       | Uxía Soto        | María Filgueiras             |
| 7 | 20 novembre | Alcobendas (Ciclocross ciudad de Alcobendas Enbici)      | Aroa Otero          | Nahia Arana      | Laia Bosch       | María Filgueiras             |
| 8 | 17 décembre | Xàtiva (Ciclo-cross Ciudad de Xàtiva)                    | María Filgueiras    | Uxía Soto        | Laia Bosch       | María Filgueiras             |
| 9 | 18 décembre | Valence (XXV Cyclocross Internacional Ciuda de Valencia) | Uxía Soto           | María Filgueiras | Laia Bosch       | María Filgueiras             |

### Classement
|   | Coureuse         | Points |
| - | ---------------- | ------ |
| 1 | María Filgueiras | 165    |
| 2 | Uxía Soto        | 130    |
| 3 | Aroa Otero       | 120    |
| 4 | Natalia Alonso   | 111    |
| 5 | Laia Bosch       | 110    |